# HD 87030
HD 87030，又名CP-56 2746，SAO 237586、HR 3953，是一颗恒星，视星等为6.52，位于銀經281.21，銀緯-1.46，其B1900.0坐标为赤經9h 57m 10.4s，赤緯-56° -1.46′ 57″。